# Thành, Lũng Nam
Thành (chữ Hán giản thể:成縣, chữ Hán giản thể: 成县, bính âm: Chéng Xiàn, âm Hán Việt: Thành huyện) là một huyện thuộc địa cấp thị Lũng Nam, tỉnh Cam Túc, Cộng hòa Nhân dân Trung Hoa. Huyện này có diện tích 1701 km², dân số năm 2004 là 250.000 người. Mã số hành chính của Thành là 742500. Chính quyền huyện đóng ở trấn Thành Quan. Về mặt hành chính, huyện Thành được chia thành 6 trấn, 16 hương. 
- trấn (Trung Quốc): Thành Quan, Hoàng Hử, Hồng Xuyên, Tiểu Xuyên, Chỉ Phường và Phao Sa.
- Hương: Chi Kì, Điếm Thôn, Nam Khang, Tống Bình, Thủy Tuyền, Vương Ma, Nhị Lang, Trần Viện, Sa Bá, Tô Nguyên, Tố Trì, Hoàng Trần, Hóa 垭, Đàm Hà, Đàm Bá và Đại Bình.

## Khí hậu
| Dữ liệu khí hậu của Thành                | Dữ liệu khí hậu của Thành | Dữ liệu khí hậu của Thành | Dữ liệu khí hậu của Thành | Dữ liệu khí hậu của Thành | Dữ liệu khí hậu của Thành | Dữ liệu khí hậu của Thành | Dữ liệu khí hậu của Thành | Dữ liệu khí hậu của Thành | Dữ liệu khí hậu của Thành | Dữ liệu khí hậu của Thành | Dữ liệu khí hậu của Thành | Dữ liệu khí hậu của Thành | Dữ liệu khí hậu của Thành |
| Tháng                                    | 1                         | 2                         | 3                         | 4                         | 5                         | 6                         | 7                         | 8                         | 9                         | 10                        | 11                        | 12                        | Năm                       |
| ---------------------------------------- | ------------------------- | ------------------------- | ------------------------- | ------------------------- | ------------------------- | ------------------------- | ------------------------- | ------------------------- | ------------------------- | ------------------------- | ------------------------- | ------------------------- | ------------------------- |
| Cao kỉ lục °C (°F)                       | 16.3 (61.3)               | 20.8 (69.4)               | 28.6 (83.5)               | 32.5 (90.5)               | 34.0 (93.2)               | 37.2 (99.0)               | 36.5 (97.7)               | 36.3 (97.3)               | 35.4 (95.7)               | 27.7 (81.9)               | 22.8 (73.0)               | 15.2 (59.4)               | 37.2 (99.0)               |
| Trung bình ngày tối đa °C (°F)           | 5.9 (42.6)                | 9.2 (48.6)                | 14.7 (58.5)               | 21.0 (69.8)               | 24.7 (76.5)               | 28.1 (82.6)               | 29.8 (85.6)               | 28.6 (83.5)               | 23.1 (73.6)               | 17.5 (63.5)               | 12.1 (53.8)               | 6.9 (44.4)                | 18.5 (65.3)               |
| Trung bình ngày °C (°F)                  | 0.0 (32.0)                | 3.4 (38.1)                | 8.2 (46.8)                | 13.6 (56.5)               | 17.5 (63.5)               | 21.4 (70.5)               | 23.7 (74.7)               | 22.7 (72.9)               | 18.0 (64.4)               | 12.5 (54.5)               | 6.6 (43.9)                | 1.0 (33.8)                | 12.4 (54.3)               |
| Tối thiểu trung bình ngày °C (°F)        | −4.0 (24.8)               | −0.9 (30.4)               | 3.2 (37.8)                | 7.6 (45.7)                | 11.6 (52.9)               | 15.9 (60.6)               | 19.0 (66.2)               | 18.4 (65.1)               | 14.6 (58.3)               | 9.2 (48.6)                | 2.8 (37.0)                | −3.0 (26.6)               | 7.9 (46.2)                |
| Thấp kỉ lục °C (°F)                      | −12.7 (9.1)               | −11.1 (12.0)              | −9.6 (14.7)               | −3.8 (25.2)               | −0.1 (31.8)               | 4.7 (40.5)                | 11.4 (52.5)               | 10.4 (50.7)               | 4.5 (40.1)                | −4.8 (23.4)               | −8.9 (16.0)               | −14.7 (5.5)               | −14.7 (5.5)               |
| Lượng Giáng thủy trung bình mm (inches)  | 6.6 (0.26)                | 9.0 (0.35)                | 21.0 (0.83)               | 40.6 (1.60)               | 63.7 (2.51)               | 80.0 (3.15)               | 119.9 (4.72)              | 113.6 (4.47)              | 94.1 (3.70)               | 56.5 (2.22)               | 15.0 (0.59)               | 3.4 (0.13)                | 623.4 (24.53)             |
| Số ngày giáng thủy trung bình (≥ 0.1 mm) | 6.3                       | 6.9                       | 8.7                       | 9.5                       | 11.8                      | 11.6                      | 12.1                      | 12.4                      | 13.9                      | 13.8                      | 7.7                       | 4.3                       | 119                       |
| Số ngày tuyết rơi trung bình             | 9.2                       | 5.3                       | 1.4                       | 0.2                       | 0                         | 0                         | 0                         | 0                         | 0                         | 0                         | 1.1                       | 4.2                       | 21.4                      |
| Độ ẩm tương đối trung bình (%)           | 70                        | 69                        | 66                        | 67                        | 71                        | 72                        | 75                        | 78                        | 83                        | 83                        | 79                        | 73                        | 74                        |
| Số giờ nắng trung bình tháng             | 117.2                     | 101.1                     | 134.9                     | 164.9                     | 180.4                     | 165.5                     | 169.8                     | 159.1                     | 91.7                      | 89.6                      | 99.3                      | 121.7                     | 1.595,2                   |
| Phần trăm nắng có thể                    | 37                        | 32                        | 36                        | 42                        | 42                        | 39                        | 39                        | 39                        | 25                        | 26                        | 32                        | 40                        | 36                        |
| Nguồn: Cục Khí tượng Trung Quốc          |                           |                           |                           |                           |                           |                           |                           |                           |                           |                           |                           |                           |                           |